# Peperomia pseudocobana
Peperomia pseudocobana är en pepparväxtart som beskrevs av Truman George Yuncker. Peperomia pseudocobana ingår i släktet peperomior, och familjen pepparväxter. Inga underarter finns listade i Catalogue of Life.